# Selaginella serratosquarrosa
Espèce
Selaginella serratosquarrosa Quansah (ou serrato-squarrosa) est une espèce de plantes de la famille des Selaginellaceae et du genre Selaginella, endémique du Cameroun.

## Description
C'est une petite fougère herbacée dressée.

## Distribution
Endémique du Cameroun, très rare, elle n'est connue avec certitude qu'à travers une seule localisation, Logbatjeck près d'Édéa dans la Région du Littoral, où elle a été récoltée en 1948 par Maurice Nicklès. Sa présence éventuelle au Gabon est parfois évoquée, sans précisions. 